# Gult kort
Gult kort bruges i forskellige sportsgrene som et tegn fra dommeren om en straf til en spiller, der har forbrudt sig alvorligt mod spillets regler. Et gult kort har en størrelse på ca. 9 cm × 12 cm.

## Fodbold
I topfodbold er et gult kort i fodbold en advarsel til spilleren om, at denne skal undgå forseelser på et lignende niveau i resten af kampen. Hvis spilleren alligevel begår en tilsvarende alvorlig forseelse, tildeles denne endnu et gult kort, hvilket automatisk medfører også et rødt kort og dermed udvisning for resten af kampen.
I lavere rækker medfører et gult kort en 10 minutters udvisning til spilleren, hvorpå denne igen kan indtræde i kampen. Ved andet gule kort gælder de samme regler som i topfodbold med udvisning for resten af kampen.
Gult kort gives, når en spiller:
- udviser usportslig opførsel, herunder simulering af at være offer for frispark (film) el.lign.,
- protesterer i handling eller tale,
- gentagne gange overtræder spillets regler,
- hindrer spillets igangsætning ved f.eks. frispark, herunder undlader at stille sig i korrekt afstand ved igangsætningen,
- kommer på banen uden tilladelse fra dommeren (ved udskiftning eller efter behandling for skade uden for banen) eller forlader banen uden tilladelse.

Også reserver kan modtage advarsler i relevante tilfælde.
Når en spiller modtager et gult kort i en turnering, f.eks. Danmarksturneringen i fodbold, kan der indsamles oplysninger om antallet af gule kort, en spiller har modtaget i løbet af kampene i denne turnering. Når spilleren når et nærmere fastsat antal gule kort, tildeles vedkommende da en karantæne (hvor han/hun ikke må spille), normalt på én spilledag. Herefter nulstilles kontoen for gule kort.

## Håndbold
Gult kort i håndbold er en indledende advarsel, der gives for at markere over for spilleren, at vedkommende har forbrudt sig væsentligt mod reglerne i forhold til en modspiller eller optrådt usportsligt. Gult kort er den mildeste personlige straf, der gives i en håndboldkamp, og den medfører ikke umiddelbart ændringer i kampens forløb.
Det næste trin på strafskalaen i håndbold er udvisning, og en spiller, der allerede har fået ét gult kort, får automatisk ved efterfølgende lignende forseelser en udvisning. Endvidere gælder det, at et hold samlet set højst kan få tre gule kort. Er denne grænse nået, gives automatisk udvisning ved væsentlige forseelser, uanset om spilleren i forvejen havde fået gult kort eller ej. Det er dog i den sidste ende op til et dommerskøn, om en forseelse udløser en udvisning eller et gult kort i de tilfælde, hvor det stadig er muligt at give gule kort.